# Leksykon Kultury Warmii i Mazur
Leksykon Kultury Warmii i Mazur to internetowa, multimedialna encyklopedia kultury Warmii i Mazur. Pomysłodawcą, realizatorem i administratorem Leksykonu jest Centrum Edukacji i Inicjatyw Kulturalnych w Olsztynie (CEiIK). Leksykon bazuje na oprogramowaniu MediaWiki.
Projekt powstał w drugiej dekadzie XXI-iego wieku.

## Historia powstania Leksykonu
Leksykon Kultury Warmii i Mazur jest częścią większego projektu, zrealizowanego w latach 2009-2011 przez CEiIK, pod nazwą "Parkowa 2.0". W pierwszym etapie prac nad Leksykonem (lata 2010-2011) powstało 5000 haseł dotyczących kultury Warmii i Mazur, począwszy od roku 1945 aż do czasów współczesnych. Na zlecenie CEiIK-u hasła wprowadzili pracownicy Wojewódzkiej Biblioteki Publicznej im. Emilii Sukertowej-Biedrawiny w Olsztynie.

Od 1 stycznia 2012 roku Leksykon został otwarty do edycji dla wszystkich zainteresowanych i jest stopniowo uzupełniany m.in. o hasła dotyczące czasów wcześniejszych niż rok 1945. Obecnie (2014) łączna liczba haseł to 7500. 

## Redakcja Leksykonu
Projekt jest otwarty dla wszystkich chętnych. Edycja haseł możliwa jest tylko po uprzednim zalogowaniu się lub za pośrednictwem ankiet, dostępnych on-line.